# Herb Wieliczki
Herb Wieliczki – jeden z symboli miasta Wieliczka i gminy Wieliczka w postaci herbu.

## Wygląd i symbolika
Herb przedstawia na niebieskiej tarczy w układzie symetrycznym narzędzia pracy górniczej koloru żółtego, w części centralnej znajduje się młot zwany „posółt”, a na obu stronach dwa kilofy.

## Historia
Pierwszy herb, który widnieje na wielu pieczęciach miejskich począwszy od XV wieku, nawiązywał do tradycji górniczych miasta. Na jego tarczy zostały wyobrażone narzędzia używane przy wydobyciu soli: po obu stronach ustawionego pionowo posolczyka znajdowały się dwa kilofy z odwróconymi na zewnątrz ostrzami. Godło to było oficjalnym znakiem Wieliczki aż do roku 1594, kiedy to władze miasta znalazły się w posiadaniu Mierzączki. Kupując tę miejscowość od kanclerza królewskiego Jana Ocieskiego przejęły równocześnie jej herb: białego orła na czerwonym polu, z zawieszoną na piersi czerwoną tarczą z białym krzyżem. Do prawych szponów orła dodano posolczyk ze skrzyżowanymi kilofami, do lewych zaś wagę, symbolizującą wymiar sprawiedliwości – i tak powstał nowy herb Wieliczki. Od tej pory podczas pełnienia czynności urzędowych burmistrzowie zawieszali na szyi ryngraf z tym właśnie znakiem oraz łacińskim napisem "Armia Regiae Liberae Montanaquae Civitas Vielicensis 1594" (pol. Herb Królewskiego Wolnego Górniczego Miasta Wieliczka 1594). Do pierwotnego herbu miasto wróciło dopiero w 1938 roku.